# Cellettes (Loir-et-Cher)
Cellettes – miejscowość i gmina we Francji, w Regionie Centralnym, w departamencie Loir-et-Cher.
Według danych na rok 1990 gminę zamieszkiwały 1922 osoby, a gęstość zaludnienia wynosiła 92 osoby/km² (wśród 1842 gmin Regionu Centralnego Cellettes plasuje się na 200. miejscu pod względem liczby ludności, natomiast pod względem powierzchni na miejscu 627.).